# Bryan Kenneth Simon
Bryan Kenneth Simon (1943 - 3 de enero de  2015) fue un botánico y destacado agrostólogo y explorador australiano, activo entre 1970 a 1997.
Duplicados de sus especímenes botánicos se resguardan en el " Botanic Garden National Herbarium"
- La abreviatura «B.K.Simon» se emplea para indicar a Bryan Kenneth Simon como autoridad en la descripción y clasificación científica de los vegetales.[3]